# استیون مور
استیون مور (انگلیسی: Stephen Moore؛ ‏ ۱۱ دسامبر ۱۹۳۷ – ۴ اکتبر ۲۰۱۹) بازیگر و صداپیشه اهل بریتانیا بود. وی بین سال‌های ۱۹۵۹ تا ۲۰۱۶ میلادی فعالیت می‌کرد.
از فیلم‌ها یا برنامه‌های تلویزیونی که وی در آن نقش داشته‌است، می‌توان به پلی در دوردست، قایقی که راک پخش می‌کرد، باری دیگر برایدزهد، آقای وقت‌شناس، ناامیدی، خط باریک آبی، دکتر هو، اتوبوس سفید و زخم عمیق اشاره کرد.